# Pro Literatura díj
A Magyar Alkotóművészek Országos Egyesülete által évente kiadott irodalmi díj. Plakettel és pénzjutalommal jár.

## Kitüntetettek
- 1991: Kulcsár Szabó Ernő
- 1994: Berzsenyi Dániel Társaság (csoportos), Rába György, Székács Vera, Tóth Bálint, Tüskés Tibor, Zimonyi Zoltán
- 1995: Baka István, Bodnár György, Jánosy István, Kardos G. György, Szakonyi Károly, Tarján Tamás
- 1996: Bálint Péter, Bodor Ádám, Buda Ferenc, Csukás István, Kovács Zoltán, Őrszigethy Erzsébet, Szenyán Erzsébet, Szigeti László, Váncsa István
- 1997: Bertha Bulcsu, Czigány György, Czigány Lóránt, Dérczy Péter, Haraszti Luca, Körtvélyessy Klára, Molnár Erzsébet, Orbán Ottó, Utassy József
- 1998: Bereményi Géza, Bisztray Ádám, Darvasi László, Földeák János, Földényi F. László, Írók Boltja (csoportos), Nagy Bernadett, Reményi József Tamás, Timár György, Tímár Lajos
- 1999: Balassa Péter, Gerő János, Görömbei András, Kántor Lajos, Lázár Ervin, Margócsy István, Pályi András, Tóth Bálint
- 2000: Benyhe János, Fázsy Anikó, Keresztury Tibor, Vekerdi László, Zelei Miklós
- 2001: Ács Margit, Angyalosi Gergely, Bányai János, Bratka László, Pécsi Györgyi, Scholz László
- 2002: Bényei Tamás, Menyhért Anna, Németh István, Pál Ferenc, Sándor Iván, Temesi Ferenc, Tölcsér Éva
- 2003: Czigány Lóránt, Fekete J. József, Gimes Romána, Olasz Sándor, Sáray László, Szirák Péter
- 2004: Cseke Péter (megosztott), F. Papp Endre, Gada Júlia, Györe Balázs, Radnóti Sándor (megosztott), Simon Zoltán
- 2005: Domokos Géza, Fekete Vince, Keszthelyi Rezső, Márkus Béla, Nagy Gabriella, Szávai János
- 2006: Bombitz Attila, Elek Tibor, Fecske Csaba, Fekete Katalin, Szőke Katalin, Tverdota György
- 2007: Balázs Attila, Balázs Imre József, Ferenczes István, M. Nagy Miklós, Podmaniczky Szilárd, Szilágyi Ákos
- 2008: Ambrus Lajos, Bodor Béla, Czakó Gábor, Csehy Zoltán, Dávid Gyula, Petőcz András
- 2009:
- 2010:
- 2011:
- 2012: